# Canal Taronja

Cobertura TDT de Canal Taronja.

Canal Taronja es una televisión local privada que emite por TDT en las demarcaciones de Manresa, Igualada y Vic.

Actualmente Canal Taronja está asociada con Televisions Digitals Independents de Proximitat

## Programación
- Info 20: Informativo diario.
- 4 de 10: Programa deportivo presentado por José Antonio Lozano.
- Bon Consum.
- Arrels.
- Mostres: Programa presentado por David Suñol.
- Fes el Pas: Mini espacio para fomentar el reciclado.
- Llegendarium.
- Punt de Mira: Programa de entrevistas.